# Constance Abernathy
Constance Abernathy (apellido de soltera Davies, 20 de junio de 1931 – 18 de junio de 1994) fue una arquitecta y joyera estadounidense, socia del arquitecto Buckminster Fuller.

## Arquitectura
Abernathy trabajó en un proyecto especial con Buckminster Fuller para crear un domo geodésico en forma de huevera, además de servir como su secretaria personal manejando sus archivos. Entre 1966 y 1971 dirigió la oficina de Fuller en la ciudad de Nueva York.

## Joyería
Iniciando en 1977, Abernathy se convirtió en joyera. En Nueva York trabajó para varios artistas reconocidos, de los que se destacaban los escultores y pintores Larry Rivers, Peter Reginato, Peter Young, Ronnie Landfield y Dan Christensen. En los ochenta empezó a incluir piedras preciosas en sus creaciones. Sus collares fueron usados por la actriz Clarice Taylor, entre otras. Algunos de sus trabajos reposan en el Museo Cooper Hewitt y en el Museo de Arte y Diseño.

## Vida personal
Nació en Detroit, Míchigan y estudió arquitectura en la Universidad de Míchigan (clase de 1953).
Se casó con J. T. Abernathy, un profesor de arte en la misma universidad, aunque su unión duraría pocos años. Se mudó a París tiempo después, desempeñándose como arquitecta en dicha ciudad y en algunos otros lugares de Europa.
Falleció de cáncer en 1994.